# 大若子命
大若子命（おおわかこのみこと・おおわくごのみこと）は、『倭姫命世記』などに現れる、古代日本の伝説上の豪族で、初代伊勢国造・天日別命の子孫。

## 概要
大若子命の名前は、『記紀』や『風土記』には現れず、鎌倉時代の度会行忠が撰したと考えられている『倭姫命世記』などに初めて現れる。そのため、大若子命の事績は史実ではなく、あくまで「伝説」であるとされる。
『倭姫命世記』『豊受大神宮禰宜補任次第』などによると、垂仁天皇の代の伊勢内宮鎮座の際、自らの領する櫛田川以東の伊勢国（現・三重県）南部の地（竹田之国）を神宮に納め、その地の支配者として神国造となり、大神宮大神主を兼ねたという。また越国（現在の北陸地方）で反乱を起こした阿彦の征討に行くよう命を受け、その平定の報告をしたところ、朝廷から大幡主の名を与えられた。
また、『倭姫命世記』によれば、垂仁天皇18年に、倭姫命は阿佐加藤方片樋宮に遷坐し、4年間奉斎したが、この時、阿佐加の嶺に坐した荒ぶる神・伊波比戸は、100人往く人のうち50人を取り殺し、40人往く人のうち20人を取り殺した。そのため、倭姫命は、その神の事を奏上するために、大若子命を朝廷に派遣したという。
神国造兼大神主は大若子命の子孫が継ぎ、明治維新以後、政策によって国の宗教となり、国家体制に組み入れられるまで続いたという。

## 伝説
加賀国（現在の石川県）石川郡の式内社・御馬神社は、御馬皇子が神を祀ったことを社名の由来とするが、この御馬皇子について、『加賀国式内等旧社記』に、「御馬明神　祭神　大若子命」とあり、その大若子命の子孫（一説に御馬織連（みまおりのむらじ））がこの地にとどまり御馬皇子と呼ばれ、祖先神を祀ったものだと考えられている。また、大若子命は阿彦討伐の際に旗（幡）を挙げて戦ったために「大幡主命」とも呼ばれ、機織りの神として全国の幡生神社系の神社に祀られており、特に能登を中心に北陸には大幡神社や幡生神社の社号が多くある。これは、大若子命が北陸遠征の際に機織りの技術を伝え、感謝した里人が神として祀ったものではないかと考察されている。

## 神社

### 草奈伎神社
大若子命（おおわかこのみこと）が垂仁朝に越国の阿彦（あびこ）を平定する際に使った剣の霊が祭神。社名・草奈伎神社の「くさなぎ」の表記は『止由氣儀式帳』では「草奈支」、『神名秘書』では「草奈岐」となっており、近世には先述の2つに加え「草薙」も出現したが、『延喜式神名帳』にしたがって今日では「草奈伎」に統一されている。日本武尊の伝説にちなんで命名されたという説がある。
社殿は神明造の板葺で、写真にあるように玉垣に囲まれている。承元4年（1210年）にそれまで外宮摂社の第1位であった月夜見宮が別宮に昇格して以降、草奈伎神社が摂社の第1位となった。1976年（昭和51年）6月25日に建て替えられた。

### 大間国生神社
大若子命（おおわかこのみこと）が祭神。『倭姫命世記』 によれば倭姫命が雄略天皇21年丁巳冬10月（ユリウス暦：477年10月 - 11月）に定めた神社であるとされ、社名・大間国生神社は、「大間社」と記す古書もある。
外宮の摂社としては第2位である。
社殿は草奈伎神社と同様に神明造の板葺である。1つの玉垣の中に2つの社殿が建っており、右側（東側）が大間社で大若子命を、左側（西側）が国生社で乙若子命を祀るとされる。『勢陽五鈴遺響』に同様の記述がある。式内社であり、多くの古書に2つの社殿からなることが記されているが、『延喜式神名帳』では「大間国生神社」とあるのみで2つの社殿があるとは記されていない。
1976年（昭和51年）5月28日に建て替えられた。
『類聚神祇本源』では清野井庭神社が「大間社東野」にあり、草名伎社が「大間社西」にあったと記述しており、清野井庭神社を今社に比定する説が正しいとすれば、大間国生神社と草奈伎神社の位置がずれることになる。
この問題に関して宇治山田市時代の伊勢市史である『宇治山田市史』では、往古の大間国生神社は江戸時代の同社よりも広い社地を持っていたと考えられているが、清野井庭神社の再興時点での大間国生神社の社地を基準に考えたため現社地（伊勢市常磐一丁目8番）に清野井庭神社が鎮座したのであり、今社（伊勢市宮町一丁目1番）が式内社の清野井庭神社の本来の社地であるとしている。

## 祭祀
草奈伎神社では歳旦祭（1月）、元始祭（1月）、建国記念祭（2月11日）、祈年祭（2月）、風日祈祭（5月・8月）、月次祭（6月・12月）、神嘗祭（10月）、新嘗祭（11月）、天長祭（12月23日）のすべてが境内にて祭祀を執行しており、外宮の摂社では唯一遥祀によらず祭儀が行われる。同じ宮域にある大間国生神社では歳旦祭、元始祭、建国記念祭、風日祈祭、天長祭を遥祀により、その他の祭典は社殿の前で巡回祭祀により執行する。